# This Christmas - Winter Is Coming
This Christmas — Winter Is Coming — третий мини-альбом южнокорейской певицы Тэён. Является специальным рождественским релизом. Был выпущен 12 декабря 2017 года лейблом S.M. Entertainment при поддержке KT Music. Продюсером выступил основатель и директор S.M. Entertainment Ли Су Ман.

## Релиз и промоушен
This Christmas — Winter Is Coming и видеоклип на сингл «This Christmas» были выпущен 12 декабря 2017 года. С 22 по 24 декабря Тэён провела серию концертов The Magic of Christmas Time в университете Кёнхи в Сеуле. Во время выступлений она также почтила память Джонхёна из SHINee, её близкого друга, скончавшегося 18 декабря.

## Коммерческий успех
This Christmas — Winter Is Coming дебютировал на втором месте Gaon Albums Chart и на шестом в Billboard World Albums.

## Список композиций
| №                   | Название                                           | Текст песни           | Музыка                                    | Длительность |
| ------------------- | -------------------------------------------------- | --------------------- | ----------------------------------------- | ------------ |
| 1.                  | «The Magic of Christmas Time»                      | Криста Янгс Робин Гош | Ян Перчук Руслан Сирота Майя Мари         | 2:47         |
| 2.                  | «This Christmas - Winter Is Coming»                | 13                    | 13                                        | 4:27         |
| 3.                  | «Let It Snow»                                      | Агнес Шин             | Саймон Петрен Чу Дэ Гван                  | 3:18         |
| 4.                  | «Candy Cane»                                       | Хван Хён              | Мэттью Тишлер Филипп Бентли Эйми Проал    | 3:24         |
| 5.                  | «Christmas without You»                            | Чо Юн Кён             | Дэниэл Оби Клейн Чарли Тафт Андреас Обёрг | 4:19         |
| 6.                  | «Shhhh» (쉿)                                       | Вон Тэ Ён Джэ Ха      | Кристофер Уортли Mahan Moin DWB           | 3:48         |
| 7.                  | «I'm all ears» (겨울나무)                          | Ли Джу Хён            | Ли Джу Хён Astrid Holiday                 | 3:35         |
| 8.                  | «This Christmas - Winter Is Coming» (Instrumental) |                       | 13                                        | 4:27         |
| Общая длительность: | Общая длительность:                                | Общая длительность:   | Общая длительность:                       | 30:08        |

## Чарты
| Чарт (2017)        | Пиковая позиция |
| ------------------ | --------------- |
| Южная Корея (Gaon) | 2               |
| США (Billboard)    | 6               |

## История релиза
| Страна        | Дата                 | Формат               | Лейбл                       | Ссылки |
| ------------- | -------------------- | -------------------- | --------------------------- | ------ |
| Южная Корея   | 12 февраля 2017 года | CD цифровая загрузка | S.M. Entertainment KT Music | [ 8 ]  |
| По всему миру | 12 февраля 2017 года | Цифровая загрузка    | S.M. Entertainment          | [ 9 ]  |